# Campeonato Africano de Atletismo de 2010 - 100 m masculino
A prova dos 100 metros masculino do Campeonato Africano de Atletismo de 2010 foi disputada entre os dias 28 e 29 de julho de 2010 em Nairóbi,  no Quênia. 

## Recordes
Antes desta competição, os recordes mundiais e do campeonato nesta prova eram os seguintes:
|                       | Nome           | Nacionalidade | Tempo | Local  | Data                 |
| --------------------- | -------------- | ------------- | ----- | ------ | -------------------- |
| Recorde mundial       | Usain Bolt     | Jamaica       | 9s 58 | Berlim | 16 de agosto de 2009 |
| Recorde do campeonato | Seun Ogunkoya  | Nigéria       | 9s 94 | Dakar  | 19 de agosto de 1998 |
| Recorde africano      | Olusoji Fasuba | Nigéria       | 9s 85 | Doha   | 12 de maio de 2006   |

## Medalhistas
| Ouro                    | Prata             | Bronze              |
| Ben Youssef Meité (CIV) | Aziz Zakari (GHA) | Simon Magakwe (RSA) |

## Cronograma
Todos os horários são locais (UTC+3).
| Data        | Hora  | Evento    |
| ----------- | ----- | --------- |
| 28 de julho | 10:00 | Bateria   |
| 28 de julho | 18:40 | Semifinal |
| 29 de julho | 14:45 | Final     |

## Resultados

### Bateria
Qualificação: 3 atletas de cada bateria  (Q) mais os 3 melhores qualificados (q).
| Posição | Bateria | Atleta                   | Nacionalidade                  | Tempo | Notas                |
| ------- | ------- | ------------------------ | ------------------------------ | ----- | -------------------- |
| 1       | 7       | Obinna Metu              | Nigéria                        | 10.37 | Q                    |
| 2       | 1       | Ben Youssef Meité        | Costa do Marfim                | 10.38 | Q                    |
| 3       | 7       | Amr Ibrahi Mostafa Seoud | Egito                          | 10.39 | Q                    |
| 4       | 6       | Suwaibou Sanneh          | Gâmbia                         | 10.43 | Q,                   |
| 5       | 5       | Ogho-Oghene Egwero       | Nigéria                        | 10.47 | Q                    |
| 6       | 5       | Gérard Kobéané           | Burquina Fasso                 | 10.48 | Q                    |
| 7       | 6       | Aziz Zakari              | Gana                           | 10.48 | Q                    |
| 8       | 4       | Aziz Ouhadi              | Marrocos                       | 10.49 | Q                    |
| 9       | 6       | Benjamin Adukwu          | Nigéria                        | 10.54 | Q                    |
| 10      | 6       | Hannes Dreyer            | África do Sul                  | 10.55 | q                    |
| 11      | 5       | Mouhamadou Lamine Niang  | Senegal                        | 10.57 | Q                    |
| 12      | 4       | Fabrice Coiffic          | Ilhas Maurícias                | 10.59 | Q                    |
| 13      | 7       | Hua Wilfrieds Serg Koffi | Costa do Marfim                | 10.59 | Q                    |
| 14      | 6       | Pierre Paul Bisseck      | Camarões                       | 10.62 | q                    |
| 15      | 7       | Innocent Bologo          | Burquina Fasso                 | 10.63 | q                    |
| 16      | 1       | Ibrahim Kabia            | Serra Leoa                     | 10.63 | Q                    |
| 17      | 2       | Kipkemoi Soy             | Quênia                         | 10.64 | Q,                   |
| 18      | 2       | Simon Magakwe            | África do Sul                  | 10.66 | Q                    |
| 19      | 1       | Moussa Sissoko           | Mali                           | 10.67 | Q                    |
| 20      | 7       | Delivert Kimbembe        | República do Congo             | 10.69 |                      |
| 21      | 4       | Hitjivirue Kaanjuka      | Namíbia                        | 10.70 | Q                    |
| 22      | 1       | Allah Laryca-Arrong      | Gana                           | 10.71 |                      |
| 23      | 3       | Godwin Hukporti          | Gana                           | 10.73 | Q                    |
| 24      | 1       | Lehata Mosito            | Lesoto                         | 10.77 |                      |
| 25      | 7       | Stephen Barasa           | Quênia                         | 10.80 |                      |
| 26      | 4       | Simon Kimaru             | Quênia                         | 10.81 | Recorde da temporada |
| 27      | 2       | Jesse Urikhob            | Namíbia                        | 10.84 | Q                    |
| 28      | 5       | Ahmed Ondimba Bongo      | Ilhas Maurícias                | 10.85 |                      |
| 29      | 2       | Idrissa Adam             | Camarões                       | 10.86 |                      |
| 30      | 3       | Richard Chitambi         | Zâmbia                         | 10.88 | Q                    |
| 31      | 4       | Danny D'Souza            | Seicheles                      | 10.93 |                      |
| 32      | 4       | Titus Kafunda            | Zâmbia                         | 10.95 |                      |
| 33      | 1       | Abyot Lencho             | Etiópia                        | 10.96 |                      |
| 34      | 6       | Geoffrey Akena           | Uganda                         | 11.02 |                      |
| 35      | 1       | Ghyd Olonghot            | República do Congo             | 11.03 |                      |
| 36      | 7       | Jack Ngumbi              | Zâmbia                         | 11.04 |                      |
| 37      | 3       | Lazarous Inya            | Uganda                         | 11.05 | Q                    |
| 38      | 3       | Gogbeu Francis Kone      | Costa do Marfim                | 11.09 |                      |
| 39      | 6       | Mervin Loiseau           | Seicheles                      | 11.09 |                      |
| 40      | 4       | Tezera Chamia            | Etiópia                        | 11.10 |                      |
| 41      | 5       | Martin Achila            | Uganda                         | 11.11 |                      |
| 42      | 3       | Musa Mlekwa              | Tanzânia                       | 11.13 |                      |
| 43      | 2       | Yannick Vidot            | Seicheles                      | 11.22 |                      |
| 44      | 4       | Lista Matonya            | Tanzânia                       | 11.30 |                      |
| 45      | 1       | Muhidini Yasini          | Tanzânia                       | 11.35 |                      |
| 46      | 7       | Dylan Rensburg           | Zimbabwe                       | 11.55 |                      |
| 47      | 5       | Emmanuel Havugimana      | Ruanda                         | 11.58 |                      |
| 48      | 3       | Wetere Galcha            | Etiópia                        | 12.88 |                      |
| 98 !    | 3       | Haita Bonyatala          | República Democrática do Congo | DNF   |                      |
| 98 !    | 2       | Mhadjou Youssouf         | Comores                        | DNF   |                      |
| 99 !    | 2       | Prince Yangou Kpiangui   | República Centro-Africana      | DNF   |                      |
| 99 !    | 2       | Felix Mwango             | Malawi                         | DNS   |                      |
| 99 !    | 3       | Abdouraim Haroun         | Chade                          | DNS   |                      |
| 99 !    | 5       | Wilfried Bingangoye      | Gabão                          | DNS   |                      |
| 99 !    | 6       | Henrico Louis            | Ilhas Maurícias                | DNS   |                      |
| 99 !    | 5       | Abraham Morlu            | Libéria                        | DNS   |                      |

### Semifinal
Qualificação: 2 atletas de cada bateria  (Q) mais os  2 melhores qualificados (q). 
| Posição | Bateria | Atleta                   | Nacionalidade   | Tempo | Notas                |
| ------- | ------- | ------------------------ | --------------- | ----- | -------------------- |
| 1       | 3       | Aziz Zakari              | Gana            | 10.16 | Q,                   |
| 2       | 3       | Ogho-Oghene Egwero       | Nigéria         | 10.17 | Q                    |
| 3       | 1       | Ben Youssef Meité        | Costa do Marfim | 10.22 | Q                    |
| 4       | 2       | Simon Magakwe            | África do Sul   | 10.24 | Q,                   |
| 5       | 1       | Amr Ibrahi Mostafa Seoud | Egito           | 10.26 | Q                    |
| 6       | 1       | Aziz Ouhadi              | Marrocos        | 10.28 | q                    |
| 7       | 2       | Obinna Metu              | Nigéria         | 10.30 | Q                    |
| 8       | 3       | Mouhamadou Lamine Niang  | Senegal         | 10.42 | q                    |
| 9       | 2       | Kipkemoi Soy             | Quênia          | 10.44 | Recorde pessoal      |
| 10      | 1       | Moussa Sissoko           | Mali            | 10.45 | Recorde da temporada |
| 11      | 3       | Gérard Kobéané           | Burquina Fasso  | 10.45 | Recorde da temporada |
| 12      | 2       | Innocent Bologo          | Burquina Fasso  | 10.48 |                      |
| 13      | 3       | Hannes Dreyer            | África do Sul   | 10.49 |                      |
| 14      | 3       | Suwaibou Sanneh          | Gâmbia          | 10.50 |                      |
| 15      | 1       | Fabrice Coiffic          | Ilhas Maurícias | 10.51 | Recorde da temporada |
| 16      | 1       | Benjamin Adukwu          | Nigéria         | 10.53 |                      |
| 17      | 2       | Hitjivirue Kaanjuka      | Namíbia         | 10.54 |                      |
| 18      | 2       | Ibrahim Kabia            | Serra Leoa      | 10.58 |                      |
| 19      | 2       | Hua Wilfrieds Serg Koffi | Costa do Marfim | 10.60 |                      |
| 20      | 1       | Pierre Paul Bisseck      | Camarões        | 10.67 |                      |
| 21      | 2       | Godwin Hukporti          | Gana            | 10.76 |                      |
| 22      | 1       | Jesse Urikhob            | Namíbia         | 10.78 |                      |
| 23      | 3       | Richard Chitambi         | Zâmbia          | 10.95 |                      |
| 24      | 3       | Lazarous Inya            | Uganda          | 11.14 |                      |

### Final
| Posição           | Raia | Atleta                   | Nacionalidade   | Tempo | Notas                |
| ----------------- | ---- | ------------------------ | --------------- | ----- | -------------------- |
| Medalha de ouro   | 5    | Ben Youssef Meité        | Costa do Marfim | 10.08 | Recorde pessoal      |
| Medalha de prata  | 3    | Aziz Zakari              | Gana            | 10.12 | Recorde da temporada |
| Medalha de bronze | 4    | Simon Magakwe            | África do Sul   | 10.14 | Recorde da temporada |
| 4                 | 7    | Amr Ibrahi Mostafa Seoud | Egito           | 10.18 | Recorde nacional     |
| 5                 | 6    | Ogho-Oghene Egwero       | Nigéria         | 10.26 |                      |
| 6                 | 1    | Aziz Ouhadi              | Marrocos        | 10.26 | Recorde da temporada |
| 7                 | 8    | Obinna Metu              | Nigéria         | 10.31 |                      |
| 8                 | 2    | Mouhamadou Lamine Niang  | Senegal         | 10.40 |                      |

Legenda
| Recorde mundial       | Recorde mundial (World record)               |                       | Recorde africano                      | Recorde africano (African) |                                           | Q | Classificado por posição (Qualified) |
| Recorde do campeonato | Recorde do campeonato (Championship record)  | Recorde da América    | Recorde da América (Americas)         | q                          | Classificado por melhor tempo (Qualified) |   |                                      |
| Melhor marca do ano   | Melhor marca do ano (World leading)          | Recorde asiático      | Recorde asiático (Asian)              | DNS                        | Não largou (Did not start)                |   |                                      |
| Recorde nacional      | Recorde nacional (National record)           | Recorde europeu       | Recorde europeu (European)            | DNF                        | Não terminou (Did not finish)             |   |                                      |
| Recorde pessoal       | Recorde pessoal do atleta (Personal best)    | Recorde da Oceania    | Recorde da Oceania (Oceania)          | DSQ / DQ                   | Desclassificado (Disqualified)            |   |                                      |
| Recorde da temporada  | Recorde da temporada do atleta (Season best) | Recorde sul-americano | Recorde sul-americano (South America) | NM                         | Sem marca (No mark)                       |   |                                      |